# Maßeinheit
Werte von geometrischen und physikalischen Größen werden in Maßeinheiten (auch Größeneinheit oder physikalische Einheit) angegeben, die einen eindeutigen (meistens international definierten) Wert haben. Alle anderen Werte der jeweiligen Größe werden als Vielfache oder Bruchteile der verwendeten Einheit angegeben. Bekannte Maßeinheiten sind beispielsweise Meter, Sekunde, Kilowattstunde, Hertz oder Kilometer pro Stunde.
Maßeinheiten können für alle Größenarten definiert werden, auch für nicht physikalische Größen, etwa Währungen oder die wahrnehmungsbezogenen Größen Tonheit oder Lautheit. Verschiedene Größen der Dimension Zahl können durch Hilfsmaßeinheiten gekennzeichnet werden.

## Eigenschaften
Zur Vermeidung von Zahlenangaben mit sehr großen oder sehr kleinen Zahlen können bei den meisten Einheiten Vorsätze für Maßeinheiten verwendet werden (Ausnahmen z. B. bei Grad Celsius oder Minute).
Größen der Dimension Zahl haben die Maßeinheit Eins (Einheitenzeichen 1). Diesen Größen werden zur Verdeutlichung häufig zusätzlich Hilfsmaßeinheiten verliehen, beispielsweise Dutzend (für eine Stückzahl), Radiant (für ebene Winkel) oder Bel (für logarithmierte Verhältnisse). Für Anteile der Maßeinheit 1 sind z. B. % (Prozent), ‰ (Promille) oder ppm (Millionstel) gebräuchlich.

## Einheitensysteme
Einheiten können zu Einheitensystemen zusammengefasst werden wie z. B. dem Internationalen Einheitensystem oder dem angloamerikanischen Maßsystem. Ein Einheitensystem hat bestimmte Basiseinheiten, aus denen sich durch Ableitung weitere Einheiten ergeben.

## Einheitenzeichen
Einheitenzeichen werden stellvertretend für die Einheitennamen verwendet. Sie sind meistens lateinische Buchstaben, aber auch griechische Buchstaben oder sonstige Zeichen. Für alte Maßeinheiten waren auch Einheitenzeichen gebräuchlich, die keinem Alphabet angehören. Einheitenzeichen werden nicht kursiv gesetzt – auch dann nicht, wenn der umgebende Text kursiv ist. Bei Maßangaben steht zwischen der Zahl und dem Einheitenzeichen ein Leerzeichen; eine Trennung durch Zeilenumbruch ist zu vermeiden.
Zahlenwerte sollen gemäß DIN 1301 zwischen 0,1 und 1000 liegen. An Stelle größerer oder kleinerer Werte sollen Vorsätze für Maßeinheiten verwendet werden.

## Umrechnung
Der Wert einer physikalischen Größe ist im Allgemeinen das Produkt aus einer Zahl und einer physikalischen Einheit. Um diesen Wert mit einer anderen Einheit (derselben Größenart) darzustellen, kann man dieses Produkt umformen und bekannte Beziehungen zwischen den Einheiten einsetzen.
Beispiel: Ein Tisch habe eine Höhe von 75 cm. Bekanntlich ist 1 m = 100 cm. Damit kann man umformen: 75 cm = 0,75 × 100 cm = 0,75 m.
Oft ist eine Einheit ein Vielfaches der anderen (das „Vielfache“ muss nicht ganzzahlig sein), in manchen Fällen ist die Beziehung aber anders. Z. B. gilt für Temperaturen in Grad Celsius und in Kelvin: {\displaystyle \textstyle t/^{\circ }\mathrm {C} =T/\mathrm {K} -273{,}15}, die beiden Temperaturskalen haben unterschiedliche Nullpunkte.
Ist eine Einheit ein Vielfaches der anderen, kann man die Umrechnung durchführen, indem man mit 1 multipliziert, wobei man 1 als Quotient zweier gleicher Größen in den beiden Einheiten schreibt, so dass sich die erste Einheit herauskürzt und die zweite stehenbleibt.
Die Umrechnung aus obigem Beispiel lässt sich damit auch so durchführen:
{\displaystyle 1={\frac {1\,\mathrm {m} }{100\,\mathrm {cm} }}}
{\displaystyle 75\,\mathrm {cm} =75\,\mathrm {cm} \cdot 1=75\,\mathrm {cm} \cdot {\frac {1\,\mathrm {m} }{100\,\mathrm {cm} }}={\frac {75}{100}}\,\mathrm {m} =0{,}75\,\mathrm {m} }
Wenn eine Einheit Produkt oder Quotient anderer Einheiten ist, können solche Umrechnungen auf letztere angewandt werden. Wenn die direkte Beziehung zweier Einheiten nicht bekannt ist, aber jeweils die Beziehung zu einer dritten Einheit, z. B. einer SI-Einheit, kann die Umrechnung durchgeführt werden, indem die Umrechnung in die dritte Einheit und die von dieser in die Zieleinheit verkettet werden.
Beispiel: 463 Fuß (ft) pro Minute (min) sollen in Knoten (kn) umgerechnet werden. Bekanntlich ist 1 ft = 0,3048 m, 1 min = 60 s, 1 kn = 1 sm/h, 1 sm = 1852 m, 1 h = 3600 s.
{\displaystyle 463\,{\frac {\mathrm {ft} }{\mathrm {min} }}=463\,{\frac {\mathrm {ft} }{\mathrm {min} }}\cdot {\frac {0{,}3048\,\mathrm {m} }{1\,\mathrm {ft} }}\cdot {\frac {1\,\mathrm {min} }{60\,\mathrm {s} }}\cdot {\frac {1\,\mathrm {sm} }{1852\,\mathrm {m} }}\cdot {\frac {3600\,\mathrm {s} }{1\,\mathrm {h} }}=4{,}572\,{\frac {\mathrm {sm} }{\mathrm {h} }}=4{,}572\,\mathrm {kn} }

## Geschichte

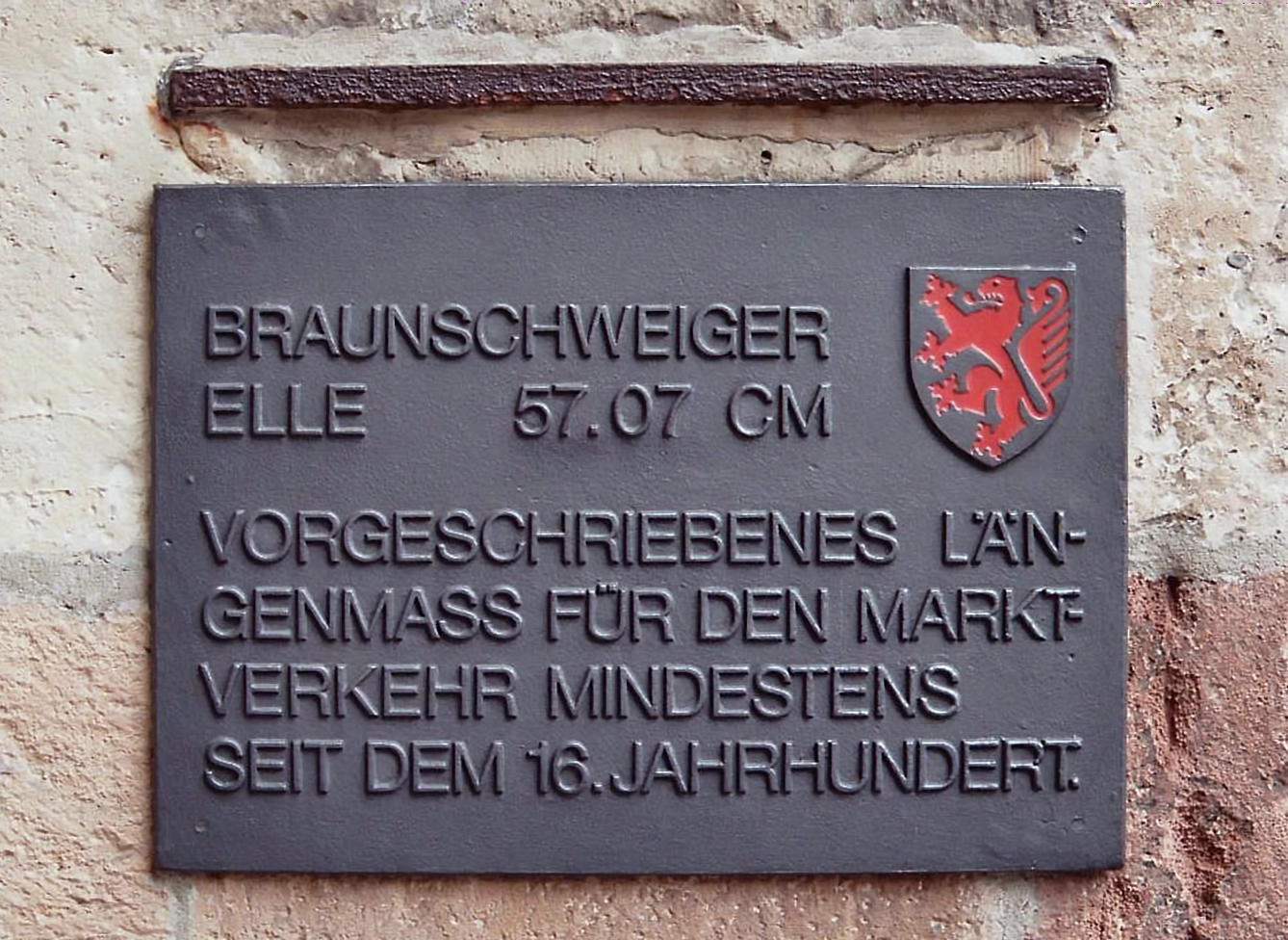
Eine öffentliche Maßverkörperung für die Längeneinheit Elle am Altstadt-Rathaus von Braunschweig

In früheren Zeiten wurden Maßeinheiten meistens über Maßverkörperungen definiert, die die entsprechende Eigenschaft hatten. Gut möglich ist dies z. B. bei Längen-, Volumen- und Masseneinheiten, denn diese sind durch Metallstäbe, Kugeln oder Hohlgefäße darstellbar. An allgemein zugänglicher Stelle angebracht, etwa in die Fassade des Rathauses eingemauert, ermöglichte es ein solches Maß jedem, seine eigenen Messgeräte zu kalibrieren. Maßeinheiten wurden früher sehr willkürlich und oft ohne Beziehung zueinander, aber nach praktischen Gesichtspunkten wie Längenabmessungen am menschlichen Körper festgelegt.
Abstraktere Maßeinheiten hatten früher im Alltag nur eine untergeordnete Bedeutung. Derartige Einheiten muss man über Messvorschriften definieren, die vergleichsweise einfach mit hoher Genauigkeit zu reproduzieren sind. Es ist zwischen „Definition“ und „Realisierungsvorschrift“ zu unterscheiden; die geeigneten Realisierungsverfahren unterscheiden sich oft von dem in der Definition festgelegten Verfahren. Welches Verfahren geeignet ist, hängt von den Genauigkeits-Anforderungen ab. Beispielsweise kann für die „Darstellung“ einer Maßeinheit als nationales Normal viel höherer Aufwand betrieben werden als beim Eichen von Handelswaagen. Je nach Genauigkeitsanforderung können auch heute noch verkörperte Maße aktuell sein.

## Beispiele
Im Internationalen Einheitensystem wurde das Kilogramm bis ins Jahr 2019 durch die Masse des Urkilogramms in Paris definiert. Alle Massen wurden als Vielfache dieser Masse angegeben. Zum Beispiel bedeutete die Angabe „5,1 kg“ so viel wie „5,1-mal so große Masse wie die Masse des Urkilogramms in Paris“.
Die Einheit Meter/Sekunde der Geschwindigkeit ist im SI eine von den Basiseinheiten Meter und Sekunde abgeleitete Einheit.
Beispiele von alten Einheiten:
- Pferdestärke (PS): Leistung, die benötigt wird, um 75 kg im Schwerefeld der Erde in einer Sekunde einen Meter zu heben.
- Torr (oder mmHg): Druck, den eine Quecksilbersäule von 1 mm Höhe im Schwerefeld der Erde ausübt.
- Kilopond (kp): Gewichtskraft der Masse 1 kg im Schwerefeld der Erde.